# Ján Greguš
Ján Greguš (Nitra, 29 de gener de 1991) és un futbolista professional eslovac que juga com a migcampista actualment pel FC Copenhagen. El 31 de març de 2015 va debutar en la selecció absoluta contra la República Txeca i va assistir al gol d'Ondrej Duda on Eslovàquia va guanyar 1:0.

## Carrera de clubs
Greguš va començar a jugar a futbol a l'equip de la seva ciutat FC Nitra. El 20 de maig de 2009, va fer el seu primer debut amb l'absolut en la Corgon Liga contra el Spartak Trnava a l'edat de 18. Després de quatre partits amb FC Nitra va signar pel Baník Ostrava el juliol de 2009. Greguš va marcar el seu primer gol en un 1–0 contra el Hradec Králové el 8 d'abril de 2012.
El gener de 2013 Greguš es va unir al club de la Championship Bolton Wanderers FC com a cedit amb l'entrenador Dougie Freedman admetent que seria inicialment part de l'equip de desenvolupament del club. Greguš va marcar en el seu debut a l'equip contra el Manchester City en un partit que va quedar 3–3. Després d'un any als Bolton Wanderers on Greguš sobretot va jugar per l'equip de desenvolupament va tornar al Banik Ostrava.
El 19 de juny, el club danès FC Copenhagen va anunciar, que havia signat amb Ján Greguš un contracte de 4 anys.

## Selecció
Greguš va debutar en la selecció absoluta d'Eslovàquia el 31 de març de 2015 contra la República Txeca. Al minut 49 del partit va ajudar Ondrej Duda per al gol de la victòria del partit. A finals de l'any, també es va enviar per als partits contra Espanya, Suïssa i Islàndia.